# Peter Essex-Lopresti
Peter Gordon Lawrence Essex-Lopresti (Londres, 7 de abril de 1915 - 13 de junio de 1951) fue un cirujano ortopédico británico recordado por describir la fractura de Essex-Lopresti y por su trabajo en la clasificación y el tratamiento de las fracturas del calcáneo. Essex-Lopresti definió tres fases del salto: plano de salida, abra el canal y el aterrizaje. Aportó recomendaciones que los paracaidistas podrían emplear para evitar lesiones, entre ellas: extender el cuello para evitar golpear el trauma de la frente al salir del avión y mantener las piernas juntas al aterrizar para evitar lesiones en los tobillos.

## Biografía
Después de terminar sus estudios elementales en el Hospital de Londres, comenzó su formación en el campo de la Anestessiologia, aunque ya 1940 reorientó su formación hacia el campo de la Cirugía Ortopédica y Traumatología, donde se destacaría por sus publicaciones. Publicó un informe sobre las lesiones sufridas durante más de 20 000 saltos en paracaídas realizados por la Sexta División Aerotransportada Británica, y siguió con un documento sobre la herida abierta en un trauma.
Posteriormente durante la Segunda Guerra Mundial, trabajó como cirujano consultor en el Hospital de Accidentes de Birmingham, donde reorganizó el programa de entrenamiento de posgrado. Se le otorgó una cátedra Hunterian en 1951, y su Conferencia Hunterian, dada el 6 de marzo de 1951, fue el  "El mecanismo, la técnica de reducción y los resultados en fracturas de os calcis". 
La lesión de Essex-Lopestri consiste en una fractura de la cabeza del radio (codo), con una luxación de la articulación radio cubital distal (muñeca), por afectación de la membrana interósea (antebrazo).
Murió repentinamente en su casa a la edad de 35 años, tras sufrir un infarto de miocardio, dejando esposa y dos hijos.